# Masudiyah
Mas'udiyah (tiếng Ả Rập: مسعودية) là một ngôi làng ở miền trung Syria, một phần hành chính của Tỉnh Homs, nằm ở phía đông bắc của Homs. Các địa phương gần đó bao gồm trung tâm cấp dưới Jubb al-Jarrah ở phía nam và Barri Sharqi ở phía tây bắc. Theo Cục Thống kê Trung ương Syria (CBS), Mas'udiyah có dân số 1.755 người trong cuộc điều tra dân số năm 2004. Cư dân của nó chủ yếu là Alawites.